# Клиновка (Крым)
Кли́новка (до 1948 года Кисе́к-Арату́к, ранее Джума́-Кесе́к-Арату́к; укр. Клинівка, крымскотат. Aratuq, Аратукъ) — село в Симферопольском районе Республики Крым, входит в состав Перовского сельского поселения (согласно административно-территориальному делению Украины — Перовского сельского совета Автономной Республики Крым).

## Население
| 2001 | 2014 |
| ---- | ---- |
| 141  | ↘116 |

Всеукраинская перепись 2001 года показала следующее распределение по носителям языка
| Язык             | Процент |
| ---------------- | ------- |
| русский          | 88,65   |
| крымскотатарский | 5,67    |
| украинский       | 3,55    |
| греческий        | 1,42    |
| другие           | 0,71    |

### Динамика численности
| - 1805 год — 96 чел. - 1864 год — 90 чел. - 1887 год — 256 чел. - 1892 год — 44 чел. - 1915 год — 0/147 чел. - 1926 год — 234 чел. | - 1939 год — 337 чел. - 1989 год — 133 чел. - 2001 год — 141 чел. - 2009 год — 135 чел. - 2014 год — 116 чел. |

## Современное состояние
В Клиновке 18 улиц и 5 переулков, площадь, занимаемая селом, 148,4 гектара, на которой в 60 дворах, по данным сельсовета на 2009 год, числилось 135 жителей.

## География
Село Клиновка расположено в центре района, в первом продольном понижении Внутренней гряды Крымских гор, на ручье Чешмеджи, левом притоке Салгира, примерно в 12 километрах (по шоссе) к юго-востоку от Симферополя, высота центра села над уровнем моря 408 м. Соседние сёла находятся в 3-4 километрах: Тёплое — северо-восточнее, ниже по ручью, Константиновка — на юго-западе и Украинка севернее.

## История
В эпоху Крымского ханства на торговом пути по первой продольной долине Внутренней Гряды Крымских гор располагалось характерное для салгирского региона поселение Аратук, состоявшее из нескольких отдельных частей (кесеклер), которые назывались Джума-Кесек-Аратук, Кыр-Кесек-Аратук, Темир-Кесек-Аратук и т.д, зачастую в не устоявшейся форме. В Камеральном Описании Крыма… 1784 года записано 2 деревни просто Харатук, также Харатук Гусеин Мурза, Кыр Харатук и Другой Кыр Харатук Салгирского кадылык Акмечетского каймаканства — приходы-маале большой деревни. После присоединения Крыма к России (8) 19 апреля 1783 года, (8) 19 февраля 1784 года, именным указом Екатерины II сенату, на территории бывшего Крымского Ханства была образована Таврическая область и деревня была приписана к Симферопольскому уезду. После Павловских реформ, с 1796 по 1802 год, входила в Акмечетский уезд Новороссийской губернии. По новому административному делению, после создания 8 (20) октября 1802 года Таврической губернии, Аратук был включён в состав Эскиординской волости Симферопольского уезда.

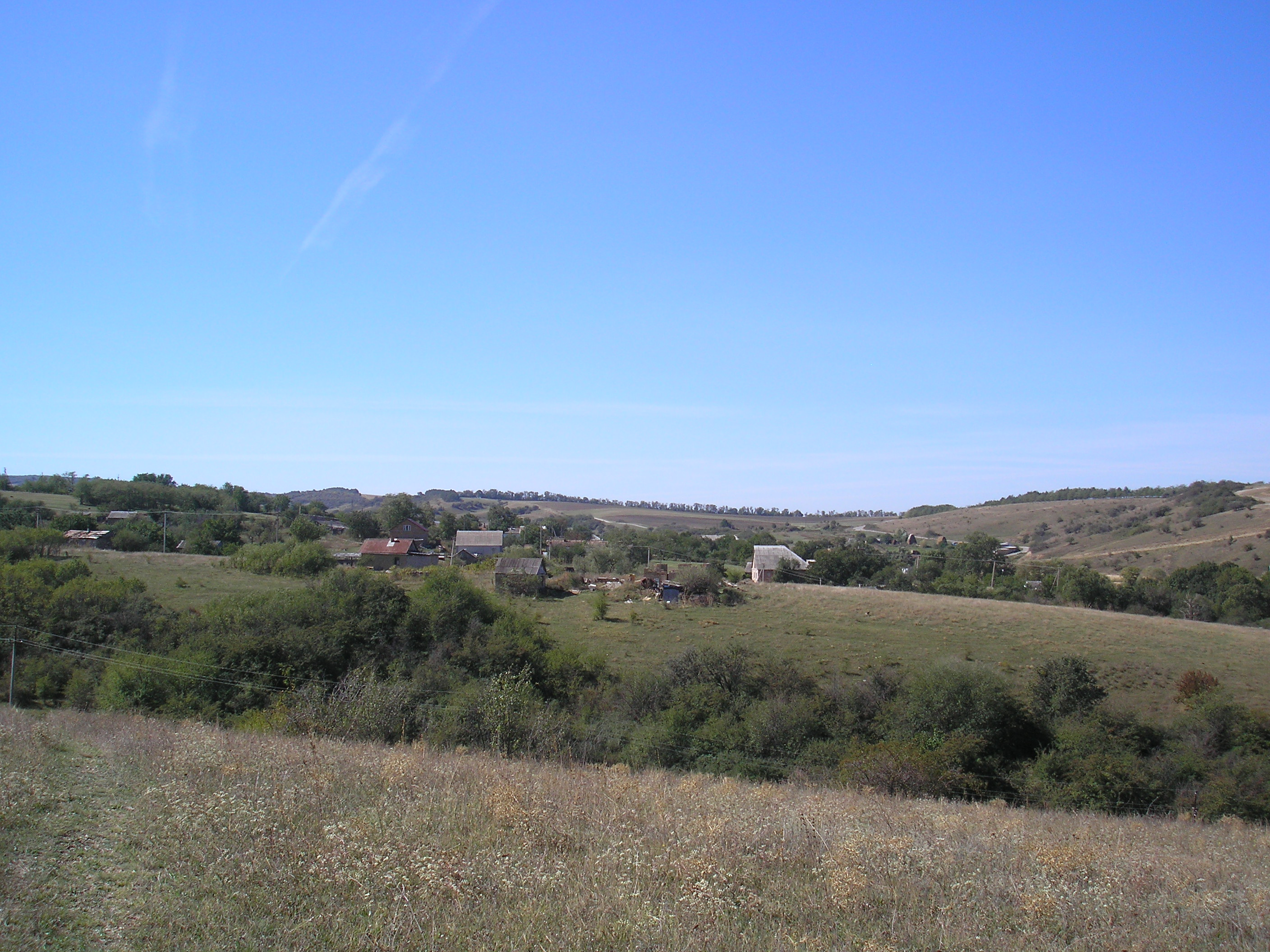

В Ведомости о всех селениях в Симферопольском уезде состоящих с показанием в которой волости сколько числом дворов и душ… от 9 октября 1805 года, записаны: Аратук, в котором числилось 19 дворов и 96 жителей, исключительно крымских татар, Кир-Аратук — 9 дворов и 76 жителей и Джума-Кисек с 19 дворами, 96 крымскими татарами и 91 цыганом, а на военно-топографической карте генерал-майора Мухина 1817 года обозначен Кир Аратук с 5 дворами.

 После реформы волостного деления 1829 года Аратук, Кир-Аратук и Джума-Кизек-Аратук согласно «Ведомости о казённых волостях Таврической губернии 1829 года», остались в составе преобразованной Эскиординской волости. На карте 1836 года в деревнях Кыр Аратук 13 дворов, Джума Кисек Аратук — 10, Темир Аратук — 18, Телеус кой Аратук — 13 и Кыр Кисек Аратук — 7 дворов, а на карте 1842 года Джума-Кисек-Аратук, Кыр Аратук и Кыр-Кисек-Аратук обозначены условным знаком «малая деревня», то есть, менее 5 дворов.

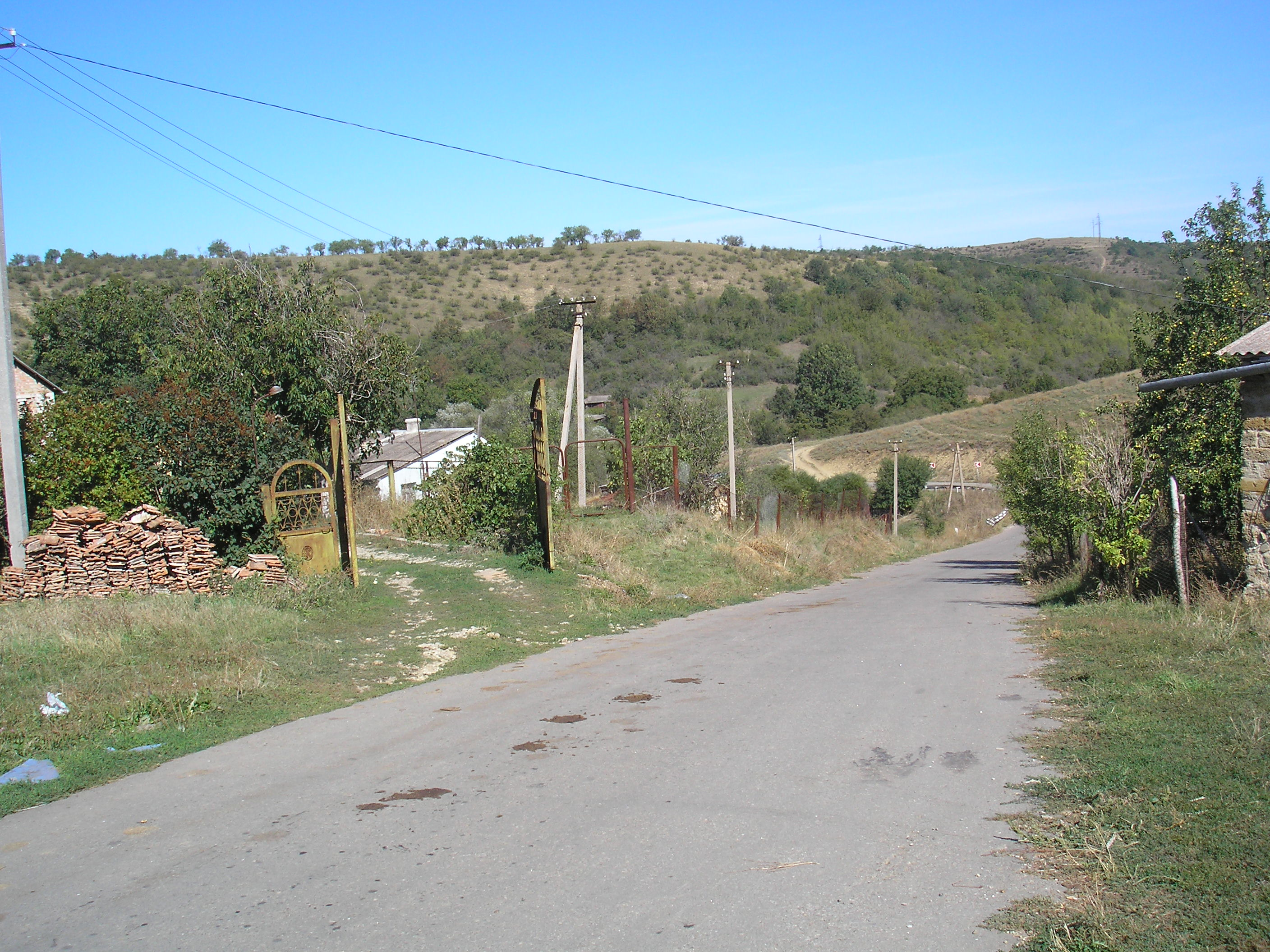

В 1860-х годах, после земской реформы Александра II, деревню приписали к Мангушской волости. В «Списке населённых мест Таврической губернии по сведениям 1864 года», составленном по результатам VIII ревизии 1864 года, Джума-Кисек-Биюк-Аратук — казённая татарская деревня с 5 дворами и 20 жителями, мечетью и примечанием, что на военно-топографических картах состоит из 3 участков: Темир-Аратук, Кыр-Кисек-Аратук и Джума-Кисек-Аратук — татарская деревня с 5 дворами, 20 жителями и мечетью при источнике безименном. По обследованиям профессора А. Н. Козловского начала 1860-х годов, в селении имелись колодцы с пресной водой глубиной до 5 сажени, а также жители пользовались водой из многочисленных родников. На трёхверстовой карте 1865—1876 года в деревне Джума-Кисек-Аратук 14 дворов. В «Памятной книге Таврической губернии 1889 года», по результатам Х ревизии 1887 года, записан Джума-Кисек-Аратук, уже Сарабузской волости, с 21 двором и 118 жителями.

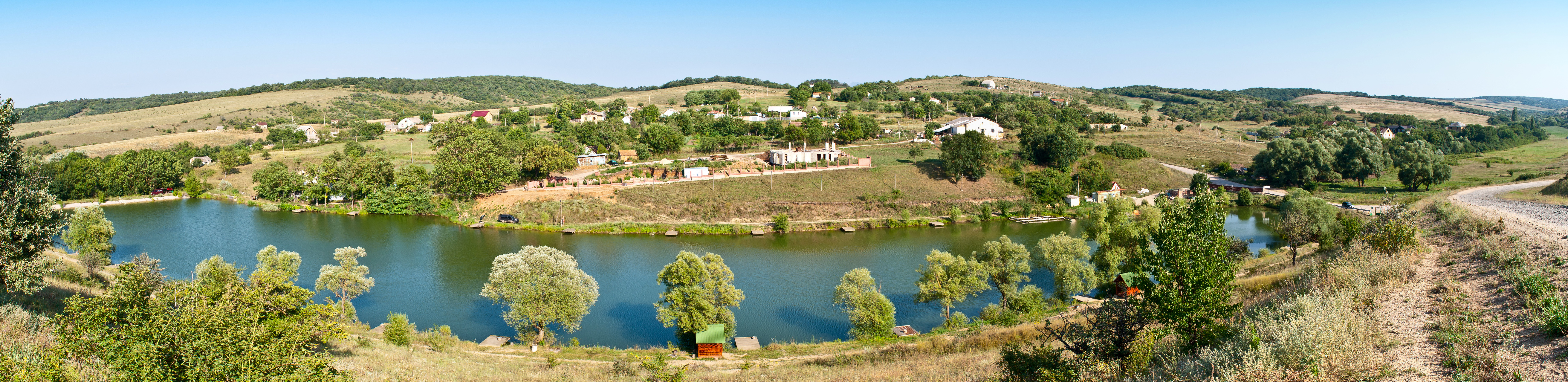
Панорамная фотография села (лето 2012 г.).

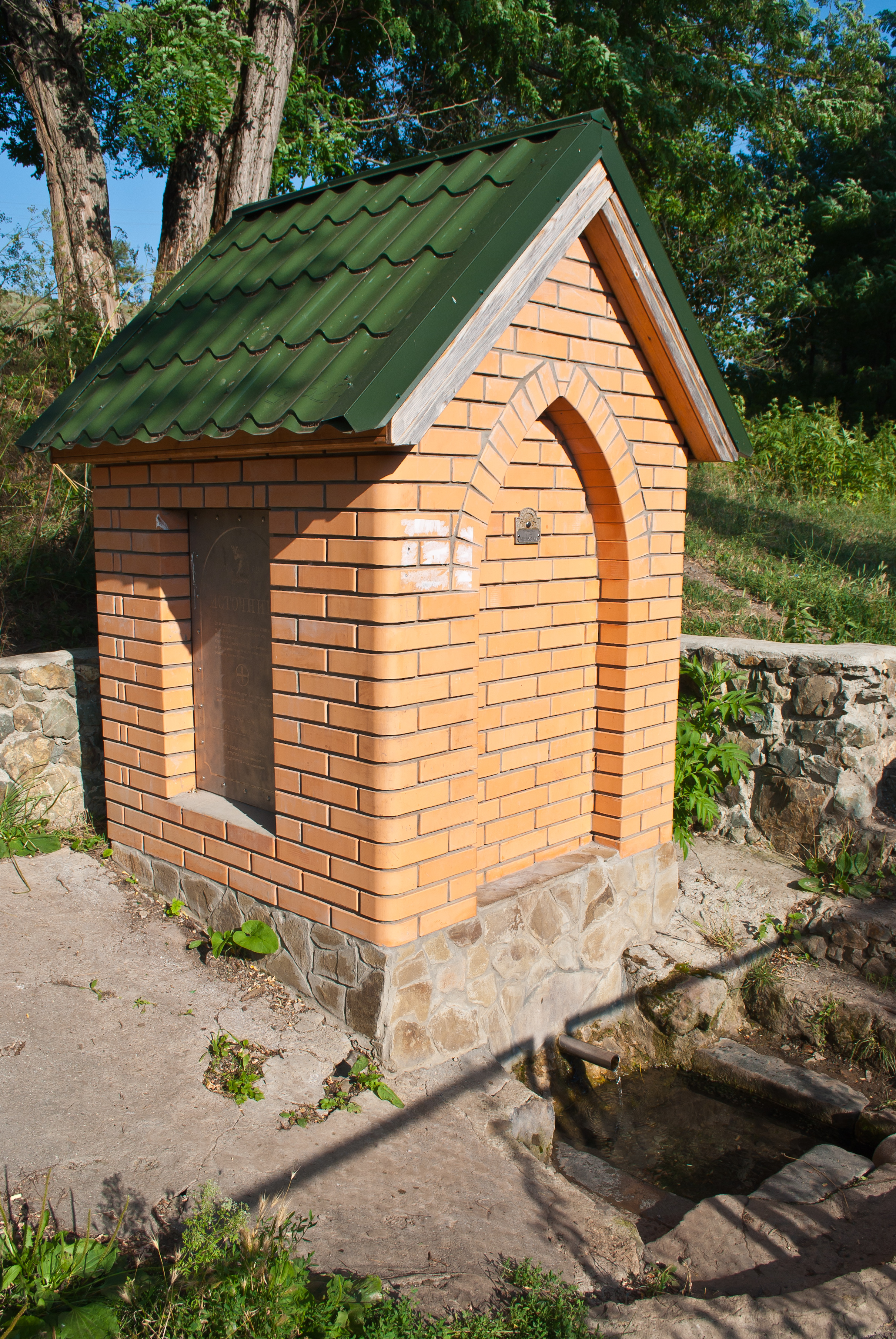
Свято-Георгиевский источник.

После земской реформы 1890-х годов, Джума-Кесек-Аратук отнесли к Подгородне-Петровской волости. В «…Памятной книжке Таврической губернии на 1892 год» записаны 2 входившие Подгородне-Петровское сельское общество деревни: Ашага-Аратук, в которой числилось 24 жителя в 6 домохозяйствах и Джума-Кисек-Аратук — 20 жителей в 6 дворах. На верстовой карте 1892 года уже одна деревня — Джума-Кисек-Аратук, в которой обозначено 20 дворов с русским населением. По «…Памятной книжке Таврической губернии на 1902 год» в деревне Джума-Кисек-Аратук, входившей в Подгородне-Петровское сельское общество, числилось 163 жителей в 22 домохозяйствах. На 1914 год в селении действовала земская школа. По Статистическому справочнику Таврической губернии. Ч.II-я. Статистический очерк, выпуск шестой Симферопольский уезд, 1915 год, в экономии и деревне Аратук (бывшей Шлейфера) Подгородне-Петровской волости Симферопольского уезда числился 21 двор с русским населением без приписных жителей, но со 147 — «посторонними», из которых 77 мужчин и 70 женщин. В хозяйствах имелось 3 лошади и 2 коровы. После 1915 года, спасаясь от развязанного в Османской империи геноцида, в Аратуке поселились 60 семей понтийских греков.

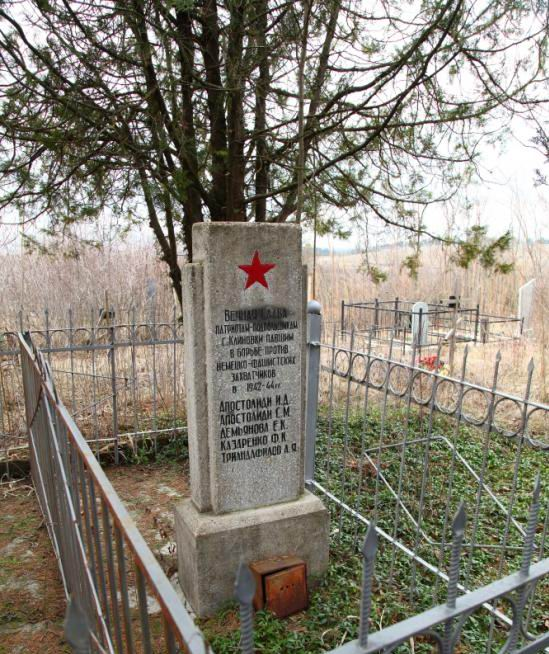
Братская могила членов подпольно-патриотической группы И. Д. Апостолиди, С. М. Апостолиди, Е. К. Демьянова, Ф. К. Казаренко, А. Я. Триандафилова, кладбище села

После установления в Крыму Советской власти, по постановлению Крымревкома от 8 января 1921 года была упразднена волостная система и село включили в состав вновь созданного Подгородне-Петровского района Симферопольского уезда, а в 1922 году уезды получили название округов. 11 октября 1923 года, согласно постановлению ВЦИК, в административное деление Крымской АССР были внесены изменения, в результате которых был ликвидирован Подгородне-Петровский район и образован Симферопольский и село включили в его состав. Согласно Списку населённых пунктов Крымской АССР по Всесоюзной переписи 17 декабря 1926 года, в селе Кисек-Аратук, Джалман-Кильбурунского сельсовета (к 1940 году преобразованному в Джалманский) Симферопольского района, числилось 53 двора, все крестьянские, население составляло 234 человека, из них 229 греков, 4 русских, 1 украинец, действовала греческая школа-семилетка. По данным всесоюзной переписи населения 1939 года в селе проживало 337 человек.
В 1944 году, после освобождения Крыма от фашистов, согласно постановлению ГКО № 5984сс от 2 июня 1944 года, 27 июня греки Крыма были депортированы в Среднюю Азию и Пермскую область. 12 августа 1944 года было принято постановление № ГОКО-6372с «О переселении колхозников в районы Крыма», по которому в район переселялось семьи колхозников и в сентябре того же года в район приехали первые новоселы (214 семей) из Винницкой области, а в начале 1950-х годов последовала вторая волна переселенцев из различных областей Украины. С 25 июня 1946 года Кисек-Аратук в составе Крымской области РСФСР.
Указом Президиума Верховного Совета РСФСР от 18 мая 1948 года, Кисек-Аратук переименовали в Клиновку. 26 апреля 1954 года Крымская область была передана из состава РСФСР в состав УССР. Время включения в состав Партизанского сельсовета пока не установлено: на 15 июня 1960 года село уже числилось в его составе.
Указом Президиума Верховного Совета УССР «Об укрупнении сельских районов Крымской области», от 30 декабря 1962 года Клиновку присоединили к Бахчисарайскому району, а с 1 января 1965 года, указом Президиума ВС УССР «О внесении изменений в административное районирование УССР — по Крымской области», включили в состав Симферопольского. Решением облисполкома от 6 августа 1965 года Партизанский сельсовет был упразднён и объединён с Перовским, куда вошло село. По данным переписи 1989 года в селе проживало 133 человек. С 12 февраля 1991 года село в восстановленной Крымской АССР, 26 февраля 1992 года переименованной в Автономную Республику Крым. С 21 марта 2014 года в составе Крыма аннексирована Россией.

## Достопримечательности
В селе находится известный и почитаемый Свято-Георгиевский источник.